# Hell's Crater
Hell's Crater er en amerikansk stumfilm fra 1918 af W.B. Pearson.

## Medvirkende
- Grace Cunard
- George A. McDaniel
- Ray Hanford
- Eileen Sedgwick